# Tommot
Tommot (en iacut i en rus: Томмот) és una ciutat de Iacútia de la República de Sakhà de la Federació Russa. És a 390 quilòmetres al sud de Iakutsk, al marge de l'Aldan, que hi és navegable i a 65 quilòmetres de la ciutat d'Aldan. Del port fluvial s'exporten productes de mineria i s'importen productes alimentaris i industrials. Tot i això, només són navegables de maig a setembre.
Tenia 6.935 habitants el 2018. El 2002 encara eren 9.032. Es va fundar l'any 1923.

## Llocs d'interés
- El pont del ferrocarril del riu Aldan, d'una llarga de 350 m.[5]